# 社会影响
社会影响（英語：Social influence）指个体为了适应社会环境而调整自身行为的过程。社会影响的形式多种多样，包括从众、社会化、同侪压力、服从、追随领导、说服、销售和营销等等。社会影响通常源于特定的行为、命令或请求。此外，人们还会基于自己对他人可能行为或想法的感知来调整自身的态度和行为。
1958年，哈佛大学的心理学家赫伯特·科尔曼将社会影响划分为三大类别：
1. 服从（英语：obedience (human behavior)）：个体在外在行为上表现出对他人观点的认同，但内心仍保留不同意见[2]。
2. 认同（英语：Identification (psychology)）：个体受到自己喜欢和崇敬的人（如知名明星）的影响。
3. 内化（英语：Internalisation (sociology)）：个体接受某种信念或行为，并在公开和私下都表示认同。

莫顿·多伊奇和哈罗德·杰拉德提出，人类有两种基本的心理需求会促使其遵从他人的期望，即求真需求（信息性社会影响）和寻求认可的需求（规范性社会影响）。信息性影响指个体接受他人提供的信息，并将其作为现实的依据。当人们感到不确定时（例如面对模糊的信息或社会环境中的意见分歧）会更容易受到信息性影响。规范性影响则指个体为了迎合他人的积极期望而调整自身行为。在科尔曼的分类框架下，规范性影响通常导致个体公开的对他人的顺从，而信息性影响则会促使个体在私下认同他人。